# Macrosmia phalacra
Macrosmia phalacra is een straalvinnige vissensoort uit de familie van rattenstaarten (Macrouridae). De wetenschappelijke naam van de soort is voor het eerst geldig gepubliceerd in 1983 door Merrett, Sazonov & Shcherbachev.